# Coccinella
Coccinella es el género más común de mariquitas. Los élitros de la mayoría de las especies son rojos o naranja rojizos con manchas negras. El género se encuentra en el hemisferio norte, con numerosas especies en Eurasia y solo 11 especies nativas de Norteamérica. El nombre se refiere al color rojo (coccineo).
Los adultos y las larvas se alimentan principalmente de pulgones. Algunas especies, como  C. septempunctata son usadas como controles biológicos.

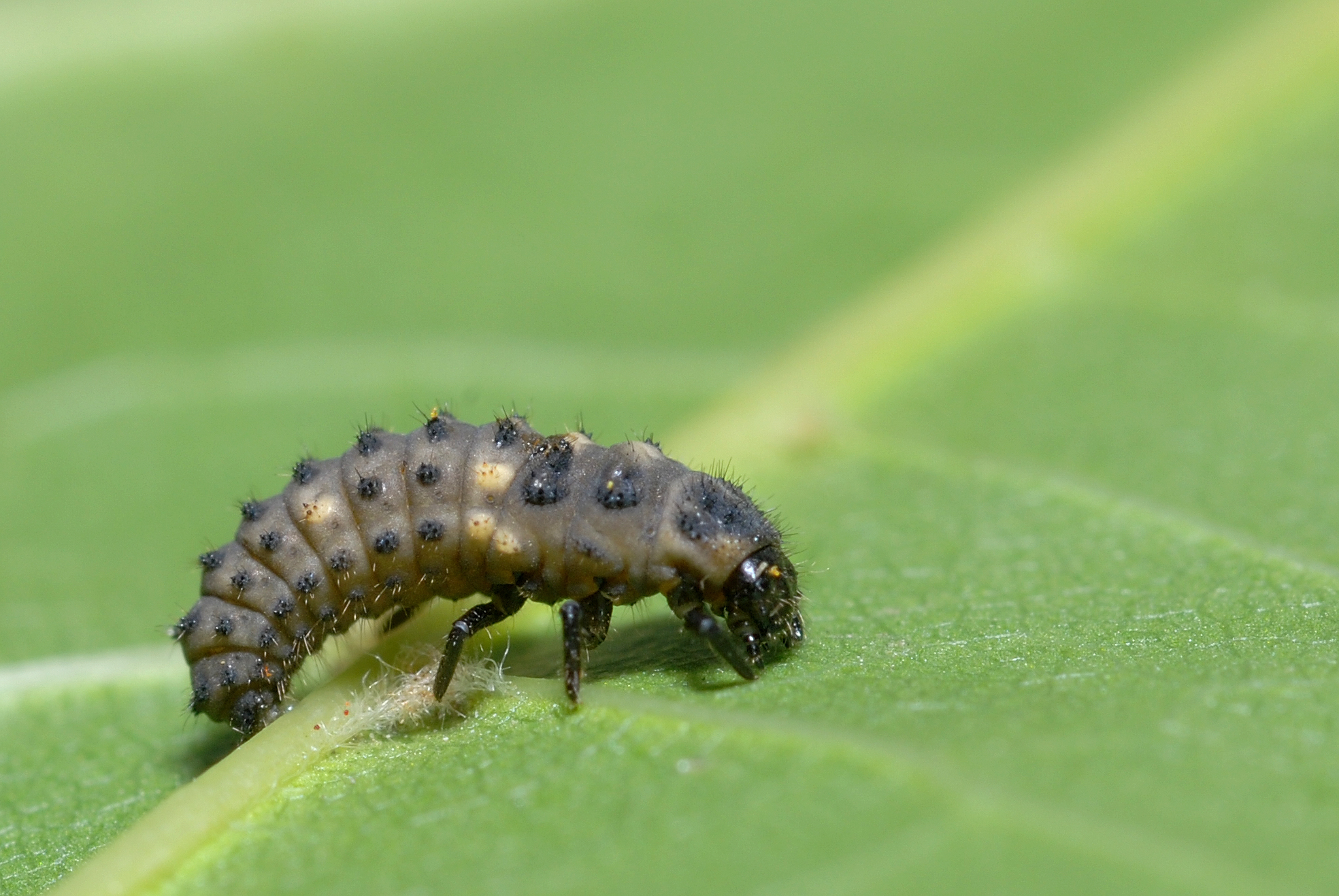
Larva de Coccinella hieroglyphica

## Especies
- Coccinella ainu Lewis, 1896
- Coccinella alta Brown, 1962
- Coccinella arcula Erichson, 1847
- Coccinella californica Mannerheim, 1843
- Coccinella difficilis Crotch, 1873
- Coccinella fulgida Watson, 1954
- Coccinella hieroglyphica Linnaeus, 1758
  - Coccinella hieroglyphica humboldtiensis Nunenmacher, 1912
  - Coccinella hieroglyphica kirbyi Crotch, 1874
  - Coccinella hieroglyphica mannerheimi Mulsant, 1850
- Coccinella johnsoni Casey, 1908
- Coccinella lineola Fabricius, 1775
- Coccinella magnifica Redtenbacher, 1843
- Coccinella monticola Mulsant, 1850
- Coccinella novemnotata Herbst, 1793
- Coccinella prolongata Crotch, 1873
  - Coccinella prolongata bridwelli Nunenmacher, 1913
  - Coccinella prolongata prolongata Crotch, 1873
  - Coccinella prolongata sequoiae Dobzhansky, 1931
- Coccinella repanda Thunberg, 1781
- Coccinella septempunctata Linnaeus, 1758
  - Coccinella septempunctata brucki Mulsant, 1866
  - Coccinella septempunctata septempunctata Linnaeus, 1758
- Coccinella transversalis Fabricius, 1781
- Coccinella transversoguttata Faldermann, 1835
  - Coccinella transversoguttata ephippiata Zetterstedt, 1838
  - Coccinella transversoguttata richardsoni Brown, 1962
  - Coccinella transversoguttata transversoguttata Falderman, 1835
- Coccinella trifasciata Linnaeus, 1758
  - Coccinella trifasciata perplexa Mulsant, 1850
  - Coccinella trifasciata subversa LeConte, 1854
- Coccinella undecimpunctata Linnaeus, 1758
  - Coccinella undecimpunctata undecimpunctata Linnaeus, 1758